# Леску
Леску́ (фр. Lescout, окс. L'Escot) — коммуна во Франции, находится в регионе Юг — Пиренеи. Департамент — Тарн. Входит в состав кантона Пастель. Округ коммуны — Кастр.
Код INSEE коммуны — 81143.

## География

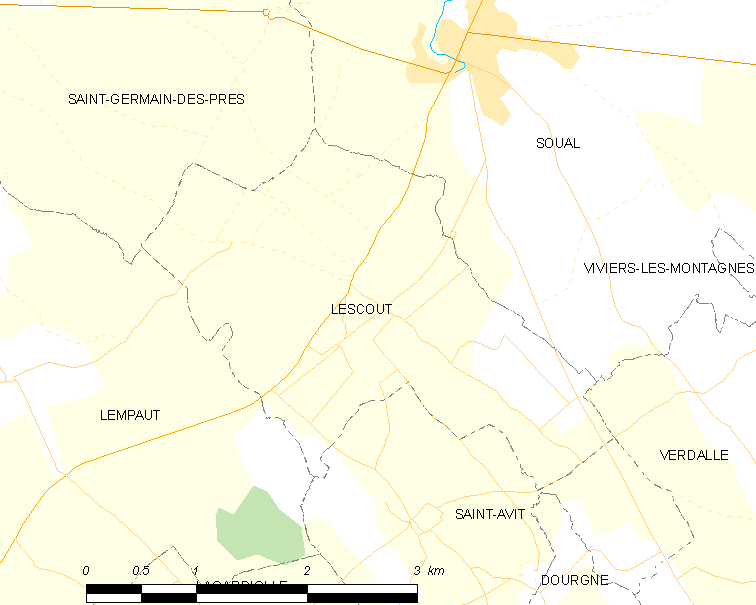
Карта коммуны

Коммуна расположена приблизительно в 600 км к югу от Парижа, в 55 км восточнее Тулузы, в 45 км к югу от Альби.
По территории коммуны протекает река Сор.

## Климат
Климат умеренно-океанический. Зима мягкая и дождливая, лето жаркое с частыми грозами. Ветры довольно редки.

## Население
Население коммуны на 2010 год составляло 587 человек.
| 1962 | 1968 | 1975 | 1982 | 1990 | 1999 | 2010 |
| ---- | ---- | ---- | ---- | ---- | ---- | ---- |
| 266  | 245  | 254  | 344  | 416  | 409  | 587  |

## Экономика
В 2007 году среди 319 человек в трудоспособном возрасте (15—64 лет) 240 были экономически активными, 79 — неактивными (показатель активности — 75,2 %, в 1999 году было 73,9 %). Из 240 активных работали 210 человек (120 мужчин и 90 женщин), безработных было 30 (12 мужчин и 18 женщин). Среди 79 неактивных 21 человек были учениками или студентами, 30 — пенсионерами, 28 были неактивными по другим причинам.

## Достопримечательности
- Замок Гюа (XVII век). Исторический памятник с 1978 года.[4]